# Садик Джалал аль-Азм
Садик Джалал аль-Азм (араб. صادق جلال العظم‎, тур. Sadık Celal el-Azm; ноябрь 1934, Дамаск, Французский мандат в Сирии и Ливане — 11 декабря 2016, Берлин, Германия) — бывший эмерит европейской философии в Университете Дамаска в Сирии и занимавший до 2007 года должность профессора на кафедре ближневосточных исследований в Принстонском университете. Его основной областью специализации была работа немецкого философа Иммануила Канта, но позднее он уделял больше внимания исламскому миру и его отношениям с Западом, о чём свидетельствует его вклад в дискурс ориентализма. Был также известен как защитник прав человека и поборник интеллектуальной свободы и свободы слова.

## Биография
Родился в 1934 году в Дамаске во влиятельной семье Аль-Азм, которая приобрела известность в XVIII веке в Османской Сирии. Отец Аль-Азма, Джалал аль-Азм, был одним из сирийских секуляристов, на которого оказали влияние идеи Мустафы Кемаля Ататюрка в Турецкой Республике. Согласно утверждениям самого Садика, семья имеет турецкое (туркоманское) происхождение.
Садик Джалал аль-Азм учился в ливанском городе Бейрут, где получил степень бакалавра по философии в Американском университете в 1957 году, а затем получил степень магистра в 1959 году и степень доктора философии в 1961 году в Йельском университете, специализируясь на современной европейской философии.
В 1963 году, после получения докторской степени, начал преподавать в Американском университете в Бейруте. Его книга 1968 года «Самокритика после поражения», изданная в Бейруте, анализирует влияние Шестидневной войны на арабов. Многие из его книг запрещены в большинстве арабских странах, за исключением Ливана.
Тогда же он оказывается в центре политического скандала. В 1969 году был заочно арестован вместе со своим издателем ливанским правительством. Спустя год бежал в Сирию, а затем вернулся в Бейрут, чтобы сдаться, где его посадили в тюрьму в начале января 1970 года. Его обвинили в написании книги, целью которой было разжигание ненависти между религиозными сектами Ливана. Это произошло после публикации сборника различных эссе, ранее мелькавших в газетах, журналах и периодических изданиях. Садик Джалал аль-Азм подвергал критике политических и религиозных лидеров и поддерживающих их СМИ за эксплуатацию религиозных чувств своего населения. В своих работал применял марксистско-материалистический подход к религии в качестве разоблачения «двуличия и лицемерия арабских режимов, которые нашли в религии опору для усмирения арабской общественности и оправдания своих неудач, обнажившихся после поражения в Шестидневной войне». Был освобожден из тюрьмы в середине января 1970 года после того, как суд единогласно снял с него обвинения из-за отсутствия в них состава преступления. Садик Джалал аль-Азм мотивировал свой арест иными факторами, чаще всего как способ «свести счеты с их критиками и врагами». Несмотря на это, аргументы, высказанные Аль-Азмом в «Критике религиозной мысли», продолжают оставаться предметом дискуссии, и было опубликовано множество книг на арабском языке, в которых поддерживались обе стороны. Наиболее полная хроника «дела», если использовать собственные слова автора, за пределами Ближнего Востока была опубликована в немецком журнале Der Islam Стефаном Вильдом в переведенном эссе «Бог и человек в Ливане: дело Садика аль-Азма» в 1971 году".
Был профессором современной европейской философии на кафедре философии и социологии в Университете Дамаска с 1977 по 1999 год. Продолжал активно читать лекции в европейских и американских университетах в качестве приглашенного профессора. В 2004 году выиграл премию Эразма вместе с Фатимой Мернисси и Абдолкаримом Сорушем. В 2004 году получил премию имени доктора Леопольда Лукаса, присужденную от имени протестантского факультета Тюбингенского университета профессором Эйлертом Хермсом с речью под названием «Ислам и светский гуманизм». В 2005 году стал почетным доктором Гамбургского университета. В 2015 году президент Института Гете наградил его медалью Гёте.
Скончался 11 декабря 2016 года.

### Книги
- 1967 Теория времени Канта Нью-Йорк, Библиотека Философии.
- 1972 Истоки аргументов Канта в антиномиях Оксфорд, Издательство Оксфордского университета.
- 1980 Четыре философских эссе Дамаск, публикации Университета Дамаска.
- 1992 Ментальное табу: Салман Рушди и истина в литературе Лондон, Riad El-Rayess Books.
- 2004 Islam und säkularer Humanismus (Ислам и светский гуманизм), Тюбинген, Mohr Siebeck, 2005 ISBN 3-16-148527-0
- 2011 Самокритика после поражения. Лондон, Saqi Books.
- 2013 Секуляризм, фундаментализм и борьба за смысл ислама. (Сборник эссе в 3 томах) — Том 1: О фундаментализмах; Том 2: Ислам — подчинение и неповиновение; Том 3: Секуляризируем ли ислам? Борьба с политическими и религиозными табу. Gerlach Press, Берлин 2013—2014, ISBN 978-3-940924-20-9
- 2014 Critique of Religious Thought (book) (Критика религиозной мысли). ISBN 3940924458,[16][17]
- 2014 Ислам — подчинение и неповиновение ISBN 9783940924223

### Статьи
- 1967 «Понятия Уайтхеда о порядке и свободе» Персоналист: Международный обзор философии, теологии и литературы. Университет Южной Калифорнии. 48:4, 579—591.
- 1968 «Абсолютное пространство и первая антиномия чистого разума Канта» Kant-Studien University of Koln, 2:151-164.
- 1968 «Концепция ноумена Канта»  Dialogue: Canadian Philosophical Review Queen’s University, 6:4, 516—520.
- 1973 «Переосмысление палестинского движения сопротивления» Арабы сегодня: альтернативы завтрашнего дня Колумбус, Огайо: Forum Associates Inc., 121—135.
- 1981 «Ориентализм и ориентализм наоборот» Хамсин No.8: 5-26. Перепечатано в издании Orientalism: A Reader New York: New York University Press, 2000. 217—238." See Reference 1 for full article link.
- 1988 «Палестинский сионизм.» Die Welt Des Islams Leiden, 28: 90-98.
- 1991 «Важность серьезного отношения к Салману Рушди» Die Welt Des Islams 31:1, 1-49. Перепечатано в D.M.Fletcher, Ed. Reading Rushdie: Perspectives on the Fiction of Salman Rushdie Amsterdam/Atlanta: Rodopi, 1994.
- 1993/1994 «Исламский фундаментализм: критический обзор проблем, идей и подходов» South Asia Bulletin, Сравнительные исследования Южной Азии, Африки и Ближнего Востока Part 1:13:93-121  Part 2: 14:73-98
- 1994 «Является ли фетва фетвой? Anouar Abdallah, et al. New York: George Braziller.
- 1996 „Секуляризируем ли ислам?“ Jahrbuch fur Philosophie des Forschungsinstituts fur Philosophie.»
- 2000 «Сатанинские стихи после праздника: глобальные, локальные, литературные» Comparative Studies of South Asia, Africa and the Middle East 20:1&2.
- 2000 «Взгляд из Дамаска» New York Review of Books June 15.
- 2000 «Взгляд из Дамаска, продолжение» New York Review of Books August 10.
- 2002 «Западное историческое мышление с арабской точки зрения» in Western Historical Thinking: An Intercultural Debate Edited Jorn Rusen. New York: Berghahn Books.
- 2004 «Точка зрения: ислам, терроризм и Запад сегодня» Die Welt Des Islams 44:1, 114—128.
- 2004 «Time Out of Joint.» Boston Review.
- 2008 «Наука и религия, непростые отношения в иудео-христианско-мусульманском наследии» Ислам и Европа: вызовы и возможности Мари-Клер Фоблетс.
- 2010 «Прощай, мастер критической мысли» О кончине египетского интеллектуала Насра Абу Зайда.
- 2011 «Ориентализм и заговор».
- 2011 «Арабская весна: „Почему именно сейчас?“'» первоначально опубликовано на арабском языке в Al Tariq Quarterly (Бейрут) летом 2011 года, перевод на английский язык Стива Миллера в Reason Papers: A Journal of Interdisciplinary Normative Studies, т. 33, осень 2011 г.

## Интервью
- 1997 «Интервью с Садиком Аль-Азмом» Arab Studies Quarterly, лето. (недоступная ссылка).
- 1998 «Тенденции в арабской мысли: интервью с Садеком Джалалом аль-Азмом» Journal of Palestine Studies, 27:2, 68-80.
- 2000 «Анализ: Возвышение и возвышение Башара» Репортаж новостей BBC, 21 июня.
- 2005 «Стратегия арабского выхода». Интернет-интервью с Садиком аль-Азмом, Вали Насром, Вахалом Абдулрахманом и Аммаром Адбулхамидом на Open Source Radio, 10 ноября.
- 2009 Портрет 2009 г. Садик Аль-Азм: Аргументированный арабский просветитель
- 2011 Интервью 2011 г. с Садиком Джалалом Аль-Азмом: Новый дух революции
- 2013 Интервью 2013 г. с доктором Садиком Джалалом Аль-Азмом: Сирийская революция и роль интеллектуалов, Al-Jumhuriyya.